# Nordiske Billeder
Nordiske Billeder. Prospecter fra Danmark, Norge og Sverig i Træsnit med Text var et seksbindsværk som i årene 1866 til 1875 udkom hæftevis både i svensk og dansk paralleludgave . Den svenske udgave hed Nordiska Taflor. Pittoreska utsigter från Sverige, Norge och Danmark i träsnitt med text.
Både teksterne og illustrationerne var hentede fra ugebladene Illustreret Tidende i Danmark, Ny Illustrerad Tidning (sv) i Sverige og Norsk Folkeblad (no). Albert Bonniers Förlag (sv) stod for den svenske udgivelse og Forlagsbureauet for den dansker.

## Motiver
Det var stedmotiverne, der var det centrale, både topografi og byprospekter, så hverken kunstnernes eller xylografernes navn findes nævnt. Heller ikke kildehenvisninger til hvilke ugeblade tegningerne er hentede fra er der gjort rede for. Imidlertid har enkelte illustratører og xylografer sat navn eller initialer på selve billederne, således at de er mulige at identificere. Af kunstnerne var August Schneider (no) (1842-1873), Carl Baagøe (1829-1902), Reinholdt Boll (no) (1825-1897), Robert Haglund (sv) (1844-1930), Carl Gustaf Hellqvist (sv) (1851-1890) Vincent Stoltenberg Lerche (1837-1892), Otto Bache (1839-1927), Lorenz Frølich (1820-1908), Knud Gamborg (1828-1900), Georg Emil Libert (1820-1908), Henrik Olrik (1830-1890), Bernhard Olsen (1836-1922), Marcus Grønvold (no) (1845–1929), Oscar Wergeland (1844-1910) og Jahn Ekenæs (no) (1847-1920) repræsenteret.
Xylograferne var blandt andre Edward Skill (sv) (1831-1873), Wilhelm Fredrik Meyer (sv) (1844-1944), Hans Peter Hansen (1829-1899) og Wilhelm Obermann (1830-1896).

## Trivia
Et lignende projekt var Nordiska Målares Taflor. Träsnitt efter målningar af svenska, norska, danska och finskede konstnärer. Med text, udgivet af Norstedt & Söner i 1877, med Albert Cammermeyer i Carl Johans gade 4 som hovedkommissionær i Norge. Men her var det til gengæld kunstmalerne selv og deres valg af motiver - historiske hændelser, genrebider og iscenesatte naturbilleder - som stod i fokus.